# Lestidiops mirabilis
Lestidiops mirabilis är en fiskart som först beskrevs av Ege, 1933.  Lestidiops mirabilis ingår i släktet Lestidiops och familjen laxtobisfiskar. Inga underarter finns listade i Catalogue of Life.